# Andhaka
Andhaka é um personagem da mitologia hindu.
1. Um demônio, filho de Kasyapa e Diti, com milhares de braços e cabeças, dois mil olhos e pés. Ele é chamado de Andhaka por que ele caminhava como um cego, embora ele visse muito bem 
Ele foi morto por Shiva quando tentou roubar a arvore Parijata de Swarga. 
com a sua derrota Shiva obteve o título de Andhaka-ripu, `inimigo de Andhaka.' 
2. O Neto de Kroshtri e filho de Yudhajit, da etnia yadava, que junto com seu irmão Vrishni, foi o ancestral da famosa família dos Andhaka Vrishnis. 
3. Rei cego do reino de Hiranyaksha, dito filho de shiva. Após ter se tornado rei Andhaka descobre que seus primos planejam contra a sua vida, assim ele se retira para a floresta para meditar.  Ele se manteve em asana sobre uma perna por um milhão de anos (aparentemente), em sacrifício a Brahma enquanto ele esperava.
Brahma apareceu para Andhaka e ele pediu que fosse permitido que ele enxergasse e se tornasse imortal, por ser incapaz de matar ninguém. Brahma concordou, mas avisou Andhaka que se desposasse alguém que fosse para ele como uma mãe ele morreria.
Andhaka voltou ao seu reino e rapidamente conseguiu resolver os problemas com seus primos.
Alguns milhões de anos mais tarde, três generais de Andhaka  (Duryodhana, Vighasa e Hasti) encontraram Shiva e sua esposa Parvati numa caverna, mas eles não o reconheceram.  Eles tomaram a linda mulher para ser esposa do seu rei.
Quando Andhaka chegou lá e tomou a mulher como esposa.  Shiva o matou com seu tridente.